# Colymbetes
Colymbetes es un género de coleópteros adéfagos de la familia Dytiscidae. 

## Especies
- Colymbetes aemulus Heer, 1862
- Colymbetes dahuricus Aubé, 1837
- Colymbetes densus LeConte, 1859
- Colymbetes dolabratus (Paykull, 1798)
- Colymbetes exaratus LeConte, 1862
- Colymbetes fuscus (Linnaeus, 1758)
- Colymbetes incognitus Zimmerman, 1981
- Colymbetes koenigi Zaitzev, 1927
- Colymbetes magnus Feng, 1936
- Colymbetes mesepotamicus Abdul-Karim & Ali, 1986
- Colymbetes minimus Zaitzev, 1908
- Colymbetes miocaenicus Riha, 1974
- Colymbetes paykulli Erichson, 1837
- Colymbetes piceus Klug, 1834
- Colymbetes pseudostriatus Nilsson, 2002
- Colymbetes schildknechti Dettner, 1983
- Colymbetes sculptilis Harris, 1829
- Colymbetes semenowi (Jakovlev, 1896)
- Colymbetes striatus (Linnaeus, 1758)
- Colymbetes strigatus LeConte, 1852
- Colymbetes substrigatus Sharp, 1882
- Colymbetes tschitscherini (Jakovlev, 1896)
- Colymbetes vagans Sharp, 1882